# Ralph O’Donnell
Ralph Bernard O’Donnell (ur. 31 sierpnia 1969 w Omaha) – amerykański duchowny rzymskokatolicki, biskup Jefferson City (nominat).

## Życiorys
Święcenia kapłańskie przyjął 7 czerwca 1997 i został inkardynowany do archidiecezji Omaha. 
19 sierpnia 2025 papież Leon XIV mianował go biskupem diecezji Jefferson City.